# Senile Demenz
Die Senile Demenz (lat. Dementia senilis) ist ein medizinischer Begriff. Historisch wurde damit die Demenz bei älteren Menschen bezeichnet, der damals kein Krankheitswert zugemessen wurde. Sie wurde damit von der Alzheimer-Krankheit, die nach damaligem Verständnis nur bei jüngeren Menschen auftrat, unterschieden. Später wurde diese Trennung aus fachlichen und gesellschaftlichen Gründen fallen gelassen und erkannt, dass auch Demenzen bei älteren Menschen einen Krankheitswert haben. Der Begriff sollte vermieden werden.

## Etymologie
Von lateinisch senex ‚alt, bejahrt‘ und dēmēns ‚nicht recht bei Sinnen, unvernünftig, wahnsinnig‘.

## Geschichte
Die Diagnose Senile Demenz war bereits im 19. Jahrhundert in Verwendung, wurde jedoch rein anhand der Symptome gestellt.
Wichtige feingewebliche Entdeckungen wurden an den Instituten in München, wo unter anderem Alois Alzheimer unter Emil Kraepelin arbeitete, und in Prag, wo Oskar Fischer unter Arnold Pick arbeitete, gemacht. Nachdem Alzheimer 1907 diese Ablagerungen mit dem geistigen Verfall der 51-jährigen Patientin Auguste Deter in Verbindung gebracht hatte, wurde von Kollegen seines Instituts vorgeschlagen, die Krankheit nach ihm zu benennen. Obwohl bereits ähnliche Ablagerungen in den Gehirnen von Betroffenen mit seniler Demenz gefunden wurde, wurde sie ausschließlich bei präsenilem Beginn so bezeichnet und als eigenständige Krankheit konzeptualisiert. Möglicherweise lag dies auch an einem Wettbewerb zwischen den Instituten: Fischer hatte ähnliche Ablagerungen bereits bei der senilen Demenz beschrieben und wäre damit ein möglicher Konkurrent als Namensgeber und für Alzheimers spätere Professur in Breslau gewesen. Insbesondere Kraepelin popularisierte die Trennung in zwei Krankheiten. Alzheimer selbst kam später zu der Überzeugung, dass es dass es sich bei der Alzheimer-Krankheit und eine Frühform der Senilen Demenz handelt.
Lange Zeit wurde nur der Alzheimer-Krankheit ein Krankheitswert zugemessen, der geistige Zerfall bei Seniler Demenz jedoch als normaler Teil des Alterns gesehen. Durch die steigende Zahl älterer Menschen, eine Änderung gesellschaftlicher Haltungen gegenüber dem Alterungsprozess und den extensiven Nachweis gleichartiger histopathologischer Veränderungen wie Ablagerungen von Beta-Amyloid oder Neurofibrillen führte in den 1970er Jahren zu einem Umdenken. 1978 hoben das National Institute of Mental Health und das National Institute on Aging die Trennung auf und führten die Senile Demenz vom Alzheimer-Typ ein. Mit Stand 2024 wird die Alzheimer-Demenz in die Typen „mit frühem Beginn“ (vor dem 65. Lebensjahr) und „mit spätem Beginn“ (nach dem 65. Lebensjahr) eingeteilt. Deutschsprachige Alzheimer- und Demenz-Organisationen empfehlen die Begriffe senil und senile Demenz nicht zu verwenden.